# Juste un gigolo
Pour plus de détails, voir Fiche technique et Distribution.
Juste un gigolo (Basta guardarla) est une comédie à l'italienne réalisée par Luciano Salce et sortie en 1970,.

## Synopsis
Erika, une jeune paysanne vivant dans le village de Copparola di Sotto, dans la Ciociaria, devient danseuse dans la troupe d'avanspettacolo de Silver Boy. Elle va devoir affronter la jalousie de la soubrette Marisa do Sol et des périls de l'amour.

## Fiche technique
- Titre français : Juste un gigolo ou Erika et Silver Boy[3]
- Titre original : Basta guardarla[4]
- Réalisation : Luciano Salce
- Scénario : Iaia Fiastri, Steno, Luciano Salce
- Photographie : Aiace Parolin (it)
- Montage : Marcello Malvestito
- Musique : Franco Pisano
- Décors : Luciano Spadoni (it)
- Costumes : Luca Sabatelli (it)
- Maquillage : Franco Corridoni
- Production : Mario Cecchi Gori
- Société de production : Fair Film
- Pays :  Italie
- Genre : Comédie à l'italienne
- Durée : 95 minutes
- Dates de sortie : 
  - Italie : 27 décembre 1970
  - France : 1er avril 1981[3]

## Distribution
- Maria Grazia Buccella : Erika (Enrichetta ou Richetta en VO)
- Carlo Giuffré : Silver Boy
- Mariangela Melato : Marisa Del Sol
- Luciano Salce : Farfarello
- Franca Valeri : Pola Prima
- Spýros Fokás : Fernando
- Pippo Franco : Danilo
- Umberto D'Orsi : Peppe De Pico
- Riccardo Garrone : L'imprésario Pedicone
- Ettore Mattia : Le prêtre, oncle de Richetta
- Stefania Pecci : La danseuse blonde
- Pinuccio Ardia : Bubù
- Dino Curcio : Le directeur du théâtre
- Ada Pometti : L'amie de Richetta
- Maria Marchinelli : La danseuse brune
- Mino Guerrini : Le médecin
- Loredana Bertè : La danseuse rousse

## Production
Le film a été tourné à Civitavecchia, Formello, Torvaianica (Pomezia) et Ostie et le théâtre social d'Amelia et le théâtre Brancaccio (it) à Rome pour les scènes finales. 

## Distinction
Le film a gagné le Grand Prix au Festival du film d'humour de Chamrousse 1981. 